# (400398) 2008 AJ92
(400398) 2008 AJ92 es un asteroide perteneciente al cinturón de asteroides descubierto el 14 de enero de 2008 por el equipo del Spacewatch desde el Observatorio Nacional de Kitt Peak, Arizona, Estados Unidos.

## Designación y nombre
Designado provisionalmente como 2008 AJ92.

## Características orbitales
2008 AJ92 está situado a una distancia media del Sol de 2,793 ua, pudiendo alejarse hasta 2,910 ua y acercarse hasta 2,675 ua. Su excentricidad es 0,042 y la inclinación orbital 8,235 grados. Emplea 1704,97 días en completar una órbita alrededor del Sol.

## Características físicas
La magnitud absoluta de 2008 AJ92 es 16,5. 